# Millikan (Mondkrater)
Millikan ist ein Einschlagkrater auf der nördlichen Hemisphäre der Rückseite des Mondes und kann deshalb von der Erde aus nicht direkt beobachtet werden. Er liegt nördlich des Kraters H. G. Wells und südwestlich des Kraters Von Békésy.
Der Umriss von Millikan ist im Wesentlichen kreisförmig und deutlich abgegrenzt, weist aber einige Unregelmäßigkeiten auf. Im Süden und Osten befinden sich kleinere Ausbuchtungen, wo der Grat etwas nach innen abgerutscht ist. Die Kraterinnenwände sind unstrukturiert und weisen keine Terrassen auf, wie sie zum Beispiel der südlich gelegene kleinere Krater Cantor zeigt.
Der Kraterboden ist relativ eben und von einem kleinen, schüsselförmigen Krater nördlich des Mittelpunktes gezeichnet. Von der Mitte aus nach Westen versetzt erhebt sich ein niedriger zentraler Gipfel. Ansonsten ist der Kraterboden von einer Anzahl winziger Einschläge zernarbt.
| Buchstabe | Position            | Durchmesser | Link |
| --------- | ------------------- | ----------- | ---- |
| B         | 49,74° N, 123,24° O | 22 km       |      |
| J         | 45,56° N, 124,64° O | 34 km       |      |
| Q         | 43,71° N, 118,62° O | 32 km       |      |
| R         | 45,77° N, 117,67° O | 49 km       |      |